# Кратипп (философ)
Кратипп (греч. Κρατίππος) — из Митилены (на острове Лесбос), перипатетик I века до н. э., жил в Афинах, где с ним познакомился Цицерон. Сочинения Кратиппа не сохранились.
У Кратиппа обучался сын Цицерона Марк Туллий Цицерон Младший.